# Авиационная улица (Воронеж)
Авиацио́нная у́лица — улица в исторической части Воронежа, поднимающаяся по склону берега Воронежского водохранилища к Покровской церкви, заканчивается на улице Художника Бучкури.

## История
В XVII веке называлась Савиновской, так как на улице располагалась усадьба Савинова. В 1820-х годах усадьбой владела княжна Н. П. Касаткина. Поэтому улица иногда называлась Касаткиной. В 1920-е годы новые здания, появившиеся на территории усадьбы, были использованы для общежития лётчиков, что и послужило причиной нового названия — Авиационной.

## Здания
- дом № 31 — построен около 1901 года. До 1918 года принадлежал портнихе А. Н. Скуратовой. С 1907 года по 1918 год она жила со своим мужем — поляком, дворянином А.-Д. У. Юхневичем, который окончил университет и институт инженеров путей сообщения в Санкт-Петербурге, был кандидатом физико-математических наук. В Воронеже он с 1893 года работал управляющим товарищества «Глинозём», занимавшегося производством кирпича, который использован при строительстве многих зданий города Воронежа. В 1913-1917 годы А.-Д. У. Юхневич был гласным городской Думы.
- дома № 37, 39 — здания входили в одну усадьбу, в которой с середины 1880-х годов до 1918 года жил Иван Карпович Воронов — известный статист, краевед, литератор.